# Zaragoza (Antioquia)
Pour les articles homonymes, voir Zaragoza.
Zaragoza est une municipalité située dans le département d'Antioquia, en Colombie.